# Rob Bishop
Rob Bishop, właśc. Robert William Bishop (ur. 13 lipca 1951 w Kaysville) – amerykański polityk, członek Partii Republikańskiej i kongresman ze stanu Utah (w latach 2003-2021).